# Zjetisy Taldyqorghan
Zjetisy Taldyqorghan är en volleybollklubb (damer) från Taldyqorghan i Kazakstan, grundad 2001 på initiativ av en lokal ledare (akim). Klubben har varit mycket framgångsrik. Den har vunnit kazakstanska mästerskapen åtta gånger (2008-2012, 2014-2015 och 2020), kazakstanska cupen åtta gånger (2006, 2008-2014), kazakstanska supercupen tre gånger (2015, 2018 och 2019) och blivit tvåa i Asian Women's Club Volleyball Championship två gånger (2010 och 2013).